# Loxopus multicolor
Loxopus multicolor là một loài tò vò trong họ Ichneumonidae.